# مصطفى برمدا
مصطفى حلمي بك بن صادق برمدا (1883 - 1953) الملقب بشيخ قضاة الشام كان رجل دولة وقاضيًا وسياسيًا سوريًا.

## النشأة وتعليمه
ولد مصطفى برمدا في حارم التابعة لولاية حلب عام 1883 لأُسرة عريقة وهم ملاك حارم. درس في حلب في المدرسة الإعدادية، ثم في مدرسة العلوم المدنية في مدرسة التجهيز في حلب. انتقل إلى إسطنبول لدراسة الحقوق في جامعة إسطنبول.
بعد تخرجه من الجامعة مارس مهنة المحاماة ثم أصبح مدرسا للحقوق الجزائية في مدرسة الحقوق العثمانية في بيروت. وبعدها انتقل إلى النيابة العامة في حلب، فرئاسة الاستئناف في حلب.

## دولة حلب
عُيّن مصطفى بك حاكمًا لدولة حلب في 1923 بعد كامل باشا القدسي. شملت الدولة كامل شمال سوريا وصولًا إلى دير الزور.
أهم القرارات التي اصدرها كحاكم لدولة حلب:
- تشكيل لجنة لوضع دفتر شروط للغاية نفسها من قبل بلدية حلب وفاز بها المصرف العقاري الجزائري التونسي في 8 أيلول 1924 م. كانت شركة كهرباء حلب تتبع شركة الاستثمارات الكهربائية والصناعية الفرنسية.
- تشكيل لجنة لدراسة مقاولات امتيازات الجر والتنوير ومنع بيع المشروبات الكحولية دون رخصة وخاصة على القهاوي العامة ومنع تجول المومسات في الأماكن العامة وحصرهن في المنزل العمومي وإغلاق الدور والمحلات التي تتخذ للقمار وشرب الحشيش وهناك عدد كبير من هذه القرارات فيبدو أن هذه العادات كانت متفشية في المجتمع.
- صرف عدد كبير من رجال الشرطة بسبب تكرر مجازاتهم وفقدان الأمل من إصلاحهم كما ورد في الجريدة ويبدو أن هذا الحاكم كان قد أطلق حملة لمكافحة الفساد بتوجيه من سلطة الانتداب.
- تعيين مجلس إدارة منتخب لمدينة معرة النعمان ضم ثلاثة سادة من آل حيراكي ودحروج والجندي. وجلس إدارة لقضاء جسر الشغور ضم سادة من آل نعسان آغا وسلوم وشكور والحاج بكري، ومجلس بلدية لخان شيخون ضم سادة من آل قدح والصيادي والأبرش والكنج واليوسف آغا وتشكيل مجلس للعشائر. ضم فاخر الجابري وأمين آغا يكن ومجحم بن مهيد ونواف شيخ الحديديين والشيخ شايش عبد الكريم وقرار بمنع زيادة الايجارات بأكثر من 57 بالمائة عن العقارات المؤجرة منذ عام 1914 م.

استقال في 5 كانون الثاني / يناير عام 1924 من المنصب لإعاقته تنفيذ السياسة النقدية الفرنسية باستبدال العملة الذهبية بالورقية.

## القضاء ونقابة محامي حلب
انتخب نقيباً لمحامي حلب (6-2-1924 إلى 19-8-1924) حيث عزل بقرار من السلطات الفرنسية نتيجة مواقفه الوطنية ومنها اتخاذ النقابة قراراً جريئاً في جلستها العامة بتاريخ 6 آذار/مارس 1924 بالاحتجاج على المحاكم المختلطة والدعوة إلى مقاطعتها والتوقف عن المرافعة أمامها، وزاد الطين بله نص الكتاب الذي صاغه النقيب بالاحتجاج وأرسله إلى المفوض السامي وحاكم دولة سوريا ومن يليهما بالرتبة والمرتبة مما أثار حفيظة المفوض السامي ورأى في هذه البادرة خطراً على سلطته ومحاولة لإجهاض رغبته في تطويع القضاء الوطني بإيجاد قضاء أعلى منه يضمن ولاءه له.
عين الرئيس الأول لمحكمة التمييز بالدولة السورية عام 1928 واستمر في منصبه لأكثر من خمس عشرة سنة.

## العمل السياسي
انضم مصطفى برمدا بعد الحرب العالمية الأولى إلى جمعية العربية الفتاة التي أسسها فخري البارودي ونسيب البكري وجميل مردم بك وانضم معه شكري القوتلي وفوزي الغزي وزكي الخطيب وحسني البرازي وإحسان الجابري وتوفيق الشيشكلي ونبيه العظمة وعادل العظمة ومحمد النحاس وعادل أرسلان.
كان مرشحًا لرئاسة الدولة السورية ولكن عمل رجال الانتداب على منع ذلك، نظرا لما رأوا فيه من العناد وتصلب الرأي حين كان حاكما لدولة حلب، فأقصي مصطفى بك عن طريق تعيينه رئيسًا لمحكمة التمييز.
ترأس عام 1947 الكتلة البرلمانية الشعبية في مجلس النواب، وكان من أشد المعارضين لتعديل الدستور في تلك الفترة.

## اعتذاره عن رئاسة الحكومة
في 20 آذار/مارس 1939 كلف الرئيس هاشم الأتاسي مصطفى برمدا لتأليف الوزارة بعد استقالة حكومة لطفي الحفار، وأرسل له الشيخ كامل قصاب لاستمالته لذلك. حاول الرئيس هاشم الأتاسي تكليف شخصية محايدة أثبتت إخلاصها للوطن، وكان الجو العام محتقناً بسبب قضية سلخ لواء إسكندرون لصالح تركيا، فاستمهل مصطفى بك ريثما يقف على آراء من يختارهم للوزارات ومنهم يوسف الحكيم الذي يليه في رئاسة محكمة التمييز وقد أشار عليه بالاعتذار. بعد مشاورات مكثفةٍ مع الكتل السياسية فضل مصطفى بك الاستمرار في القضاء على السياسة.
في عام 1948 اعتذر من الرئيس شكري القوتلي عن تشكيل الحكومة بعد استقالة حكومة جميل مردم بك.
واعتذر أيضاً عام 1949 عن رئاسة الحكومة بعهد حسني الزعيم.

## ألقابه وأوصافه
الشيخ علي الطنطاوي وصف مصطفى بك بشيخ قضاه الشام، الذي لم يرَ قاضياً مثله في سعة علمه وفي سداد حكمه وفي هيبته وفي علوّ منزلته.
أما العلامة خير الدين الأسدي في كتابه «موسوعة حلب المقارنة» قال عنه كان مثاليا مهيبا كريما وطنيا.
كما وصف الشيخ كامل الغزي في كتابه «نهر الذهب بتاريخ حلب» مصطفى بك بالذكي الألمعي، فهو ممن انفرد بين أقرانه برقّة الطبع ودقة الفهم وعزة النفس وصدق الحدس وسرعة الجواب المقرون بالسداد والصواب والتضلع من معرفة قوانين الدولة وأنظمتها وقد وجد في عدة خدم عالية آخرها حاكمية دولة حلب العامة بقي فيها مدة ثم رغب عنها إلى حرفة المحاماة التي نال بها غبطة من رخاء البال ورغد العيش لإقبال الناس عليه لأنه ممن جمع بين القوة والأمانة.
الأمير عادل ارسلان قال :"مصطفى بك برمدا احد رجالات سورية المعدودين. كان مصطفى برمدا من اعلام القضاء السوري اجمع الناس على احترامه والثقة به» حتى اعتزل منصب رئاسة التمييز » وكان مثالاً للأباء والتزاهة في عهد الانتداب وبعد الاستقلال» وقد رفض رئاسة الوزراء اكثر من مرة » تغمّده الله برحمته "

## وفاته
توفي في دمشق 2 نيسان / أبريل 1953 ونُقل جثمانه إلى حارم التابعة لمحافظة حلب ( حاليا تتبع محافظة إدلب) ودُفِن فيها.